# Скална
Скална (чеш. Skalná) град је у Чешкој Републици. Град се налази у управној јединици Карловарски крај, у оквиру којег припада округу Хеб.

## Становништво
Према подацима о броју становника из 2014. године град је имао 1.888 становника.

## Партнерски градови
- Нојсорг